# Depressão (sintoma)

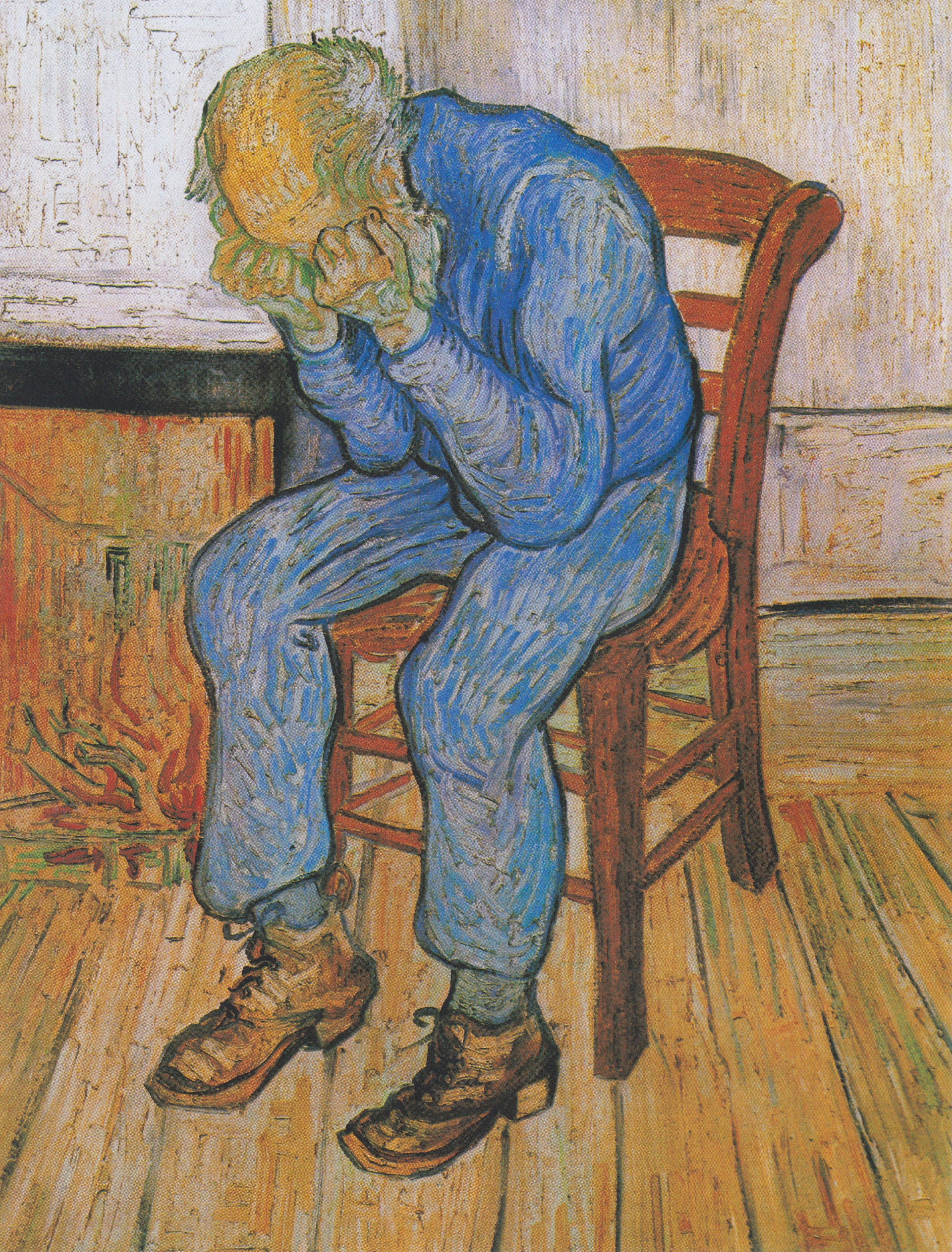
"Velho homem em tristeza" por Vincent Van Gogh

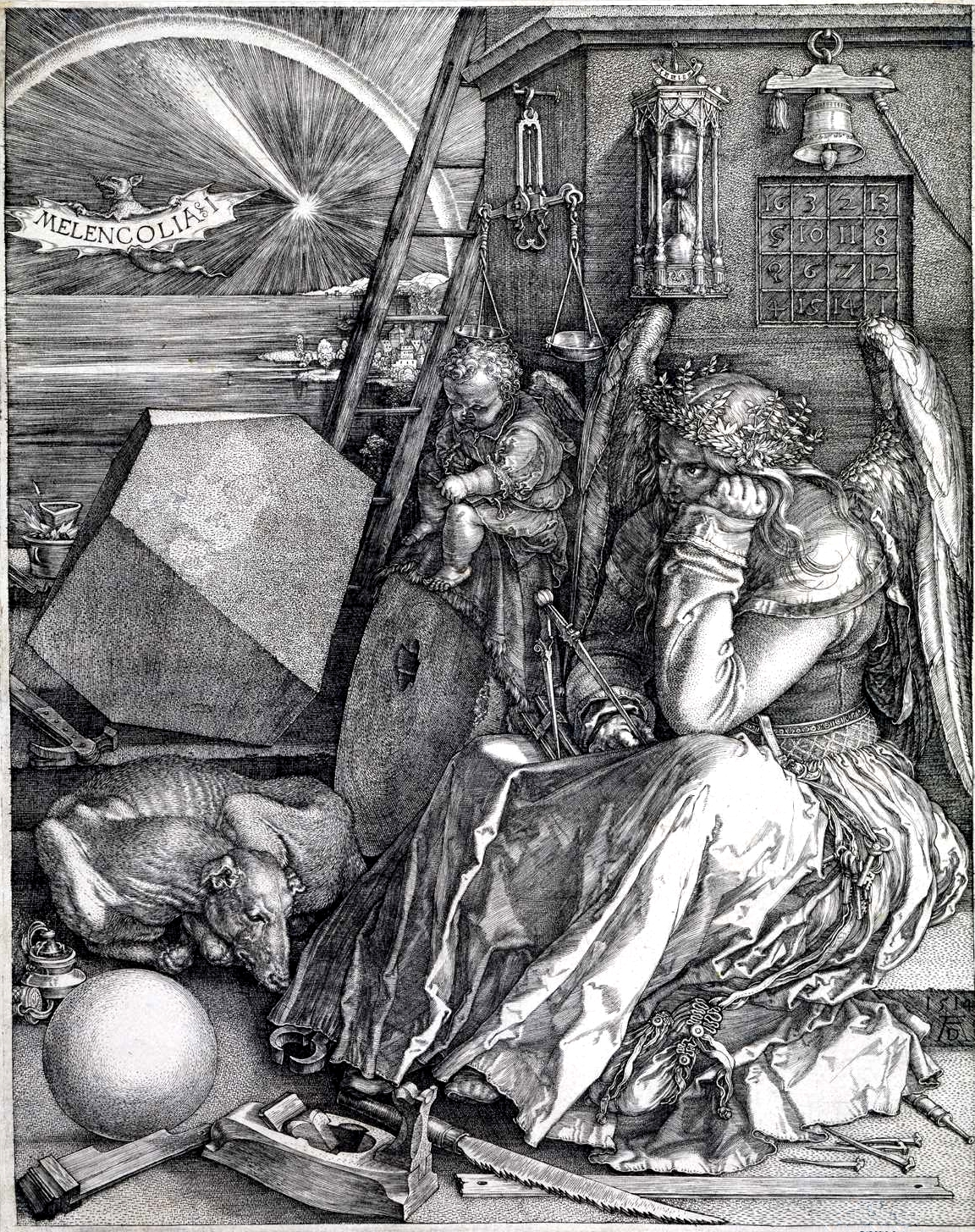
Melancolia I (ca. 1514), por Albrecht Dürer.

Depressão é um estado mental caracterizado por tristeza profunda persistente e aversão a atividades. Pode afetar os pensamentos, comportamentos, sentimentos e o bem-estar de uma pessoa. Afeta, aproximadamente, mais de 280 milhões de pessoas de todas as idades. As pessoas deprimidas podem sentir-se tristes, ansiosas, desesperadas, vazias, preocupadas, impotentes, inúteis, culpadas, irritadas, magoadas ou inquietas. Podem perder o interesse em atividades que antes eram prazerosas, podem perder o apetite ou comer demais, apresentar problemas de concentração, dificuldade para lembrar detalhes ou tomar decisões e podem contemplar ou tentar o suicídio. Problemas de insônia, sono excessivo, fadiga, perda de energia, mudança na alimentação, sofrimento, dores ou problemas digestivos resistentes a tratamento também podem estar presentes.

## Causas

### Eventos da vida
Mudanças e eventos de vida que podem precipitar o humor deprimido incluem o parto, menopausa, sedentarismo, dificuldades financeiras, problemas de trabalho, a perda de um amigo ou ente querido, casamento, desastres naturais (terremotos, furacões, tornados etc.), problemas de relacionamento, traumas, problemas de família ou até mesmo falta de atenção familiar, separação, luto ou lesão causada por catástrofe.

### Tratamentos médicos
Certos medicamentos são conhecidos por causar humor deprimido em um número significativo de pacientes. Dentre eles, estão as drogas para tratamento da hepatite C e alguns medicamentos usados para tratar a pressão arterial alta, tais como os betabloqueadores e a reserpina.

### Doenças não psiquiátricas
O humor deprimido pode ser o resultado de uma série de doenças infecciosas, condições neurológicas e problemas fisiológicos, incluindo hipoandrogenismo (nos homens), doença de Addison, doença de Lyme, esclerose múltipla, dor crónica, acidente vascular cerebral, diabetes, câncer, apneia do sono e ritmo circadiano perturbado. Muitas vezes, é um dos primeiros sintomas de hipotireoidismo (diminuição da atividade da glândula tireoide).

### Síndromes psiquiátricas
Um número de síndromes psiquiátricas apresenta o humor deprimido como sintoma principal. Os transtornos de humor são um grupo de distúrbios considerados perturbações primárias do humor. Estes incluem o transtorno depressivo maior (comumente chamado de depressão maior ou depressão clínica), onde uma pessoa tem pelo menos duas semanas de humor deprimido ou perda de interesse ou prazer em quase todas as atividades, e distimia, um estado de humor deprimido crônico, cujos sintomas não atendam à gravidade de um episódio depressivo maior. Outro transtorno de humor, o transtorno bipolar, apresenta um ou mais episódios de níveis anormalmente elevados de humor, cognição e energia, mas também envolvendo um ou mais episódios depressivos. Quando o curso de episódios depressivos segue um padrão sazonal, a doença (transtorno depressivo maior, transtorno bipolar etc.) pode ser descrita como um transtorno afetivo sazonal.
Além dos transtornos do humor, o transtorno de personalidade limítrofe comumente apresenta humor deprimido. O transtorno de ajustamento com humor deprimido é uma perturbação do humor que aparece como uma resposta psicológica a um evento estressante identificável ou em que os sintomas emocionais ou comportamentais resultantes são significativos, mas não satisfazem os critérios para um episódio depressivo maior. :355 O transtorno de estresse pós-traumático é um distúrbio de ansiedade pós-trauma, comumente acompanhado por humor deprimido.

## Tratamento
Humor deprimido pode não exigir tratamento profissional. Se prolongada, especialmente em combinação com outros sintomas, pode conduzir a um diagnóstico de uma condição médica ou psiquiátrica por um terapeuta ou médico, cujo tratamento pode ser benéfico. Diferentes subdivisões de depressão têm diferentes abordagens de tratamento.
A doença atinge em torno de 3% a 5% da população em geral; em pacientes clínicos, a depressão é encontrada em de 9% a 16% dos internados e em de 5% a 10% dos pacientes ambulatoriais. A depressão ainda é erroneamente diagnosticada. Quando diagnosticada corretamente, ainda pode ser tratada de forma errada, comprometendo a evolução dos pacientes.
Se não tratada de forma correta, a depressão pode durar por muito tempo, causando sérios problemas à vida do paciente, comprometendo relações familiares, seu trabalho, suas amizades e potencializando os riscos de suicídio. Dois pontos de extrema importância para o tratamento contra a depressão são: o tempo e a dosagem certa. A única maneira de saber se os resultados são positivos, é após o início do tratamento, feito junto a um profissional, mais especificamente um psiquiatra.